# Wild
«Wild» — песня британской певицы и автора песен Джесси Джей из её второго студийного альбома Alive. В Великобритании и Ирландии сингл был выпущен с Big Sean и Диззи Раскалом. В мировом релизе, трек был издан только с Big Sean. Песня была написана самой Джесси Джей, Клодом Келли, Диланом Миллсоном, Джошуа Колманом и Шоном Андерсеном. Продюсером композиции выступил Ammo. Сингл был выпущен 26 мая 2013 года в Великобритании. За 2013 год, было продано свыше 300,000 копий сингла, только в Великобритании.

## О песне
«Wild» была написана Джесси Джей, Клодом Келли, Диланом Миллсоном, Джошуа Колманом и Шоном Андерсеном. Продюсером трека выступил Ammo, который подписал контракт с Dr. Luke, как автор песен и продюсер. В одном из интервью Джесси рассказала, что хотела бы пригласить для записи песни британского продюсера и американского рэпера. Также она поделилась с журналистами тем, что с Ammo она создала около восьми песен. Режиссёром видео стал Эмиль Нава, работавший над большинством клипов Джесси Джей.
22 мая 2013 года Джесси выложила отрывок выступления с акустической версией «Wild», которое в течение двух недель набрало более миллиона просмотров. 25 мая в ночь перед релизом, Джесси Джей исполнила акустический фрагмент песни на фестивале Mawazine в Марокко. 1 июня 2013 года песня была исполнена на благотворительном концерте Chime for Change Live на стадионе Туикенем. Выступление было показано в 150 странах.

## Список композиций
- Цифровая загрузка[3]

1. «Wild» (featuring Big Sean & Dizzee Rascal) — 3:54

- Международная цифровая загрузка[4]

1. «Wild»(featuring Big Sean) — 3:43

- Цифровое EP[5]

1. «Wild» (No Rap Edit) — 3:28
2. «Wild» (Instrumental) — 3:27
3. «Wild» (Show 'N' Prove Remix) — 4:10
4. «Wild» (Show 'N' Prove Instrumental) — 4:09

## Чарты
| Чарт (2013)                                | Высшая позиция |
| ------------------------------------------ | -------------- |
| Австралия (ARIA)                           | 6              |
| Австрия (Ö3 Austria Top 40)                | 34             |
| Бельгия/Фландрия (Ultratip Bubbling Under) | 5              |
| Бельгия/Валлония (Ultratip Bubbling Under) | 19             |
| Дания (Tracklisten)                        | 16             |
| Франция (SNEP)                             | 160            |
| Германия (GfK)                             | 12             |
| Ирландия (IRMA)                            | 9              |
| Italy (FIMI)                               | 99             |
| Нидерланды (Single Top 100)                | 63             |
| Lebanon (The Official Lebanese Top 20)     | 3              |
| Новая Зеландия (Recorded Music NZ)         | 24             |
| Poland (Polish Airplay New)                | 1              |
| Словакия (Rádio — Top 100)                 | 6              |
| Испания (PROMUSICAE)                       | 40             |
| Швейцария (Schweizer Hitparade)            | 46             |
| Великобритания (OCC UK Singles)            | 5              |
| США (Billboard Bubbling Under Hot 100)     | 4              |

## Сертификации
| Регион | Сертификация  | Продажи  |
| --- | ------------- | -------- |
| Австралия (ARIA) | 2× Платиновый | 140 000^ |
| Великобритания (BPI) | Золотой       | 400 000  |
| Венесуэла (APFV) | Золотой       | 5 000^   |
| Стриминг |               |          |
| Дания (IFPI Danmark) | Золотой       | 900 000^ |
| * Данные о продажах приведены только на основе сертификации. ^ Данные о тиражах приведены только на основе сертификации. |               |          |

## Релиз
| Страна         | Дата        | Лейбл              | Формат            |
| -------------- | ----------- | ------------------ | ----------------- |
| Великобритания | 26 мая 2013 | Universal Republic | Цифровая загрузка |
| Мир            | 27 мая 2013 | Universal Republic | Цифровая загрузка |